# Championnat d'Amérique du Sud masculin de volley-ball 2011
Navigation
Édition précédente Édition suivante
Le 29e championnat d'Amérique du Sud de volley-ball masculin se déroule du 19 septembre 2011 au 25 septembre 2011 à Cuiabá, Brésil. Il met aux prises les sept meilleures équipes continentales.

## Équipes présentes
- Argentine
- Brésil
- Chili
- Colombie
- Paraguay
- Uruguay
- Venezuela

## Compétition

### Classement
| # | Équipe    | Pts | J | G | P | Sp | Sc | Ratio | Pp  | Pc  | Ratio |
| - | --------- | --- | - | - | - | -- | -- | ----- | --- | --- | ----- |
| 1 | Brésil    | 12  | 6 | 6 | 0 | 18 | 1  | 18    | 471 | 312 | 1.51  |
| 2 | Argentine | 11  | 6 | 5 | 1 | 16 | 3  | 5.333 | 469 | 381 | 1.231 |
| 3 | Venezuela | 9   | 6 | 3 | 3 | 11 | 9  | 1.222 | 451 | 424 | 1.064 |
| 4 | Colombie  | 9   | 6 | 3 | 3 | 11 | 13 | 0.846 | 522 | 530 | 0.985 |
| 5 | Chili     | 9   | 6 | 3 | 3 | 9  | 11 | 0.818 | 429 | 441 | 0.973 |
| 6 | Paraguay  | 7   | 6 | 1 | 5 | 4  | 15 | 0.267 | 355 | 469 | 0.757 |
| 7 | Uruguay   | 6   | 6 | 0 | 6 | 1  | 18 | 0.056 | 333 | 473 | 0.704 |

## Classement final
| Place              | Équipe    |
| ------------------ | --------- |
| Médaille d'or      | Brésil    |
| Médaille d'argent  | Argentine |
| Médaille de bronze | Venezuela |
| 4                  | Colombie  |
| 5                  | Chili     |
| 6                  | Paraguay  |
| 7                  | Uruguay   |

## Distinctions individuelles
- MVP :  Sérgio
- Meilleur attaquant :  Dante Amaral
- Meilleur contreur :  Sebastian Solé
- Meilleur serveur :  Kervin Pinerua
- Meilleur défenseur :  Sérgio
- Meilleur passeur :  Luciano De Cecco
- Meilleur réceptionneur :  Sérgio
- Meilleur libero :  Sérgio